# Spermophora kivu
Spermophora kivu is een spinnensoort uit de familie trilspinnen (Pholcidae). De soort komt voor in Congo. 